# Montanaire
Montanaire är en kommun i distriktet Gros-de-Vaud i kantonen Vaud, Schweiz. Kommunen har 2 834 invånare (2023).
Kommunen består av byarna Chanéaz, Chapelle-sur-Moudon, Correvon, Denezy, Martherenges, Neyruz-sur-Moudon, Peyres-Possens, Saint-Cierges och Thierrens. Byarna var tidigare självständiga kommuner, men 1 januari 2013 slogs kommunerna samman till den nya kommunen Montanaire.